# LGBT práva v Lichtenštejnsku

Duhová mapa Lichtenštejnska

Lesby, gayové, bisexuální a transgender lidé (LGBT) v Lichtenštejnsku mohou užívat mnohá, nikoli však veškerá práva jako ostatní lidé, homosexuální styk je zde od roku 1989 legální.

## Zákony týkající se stejnopohlavního styku
Stejnopohlavní sexuální styk byl zde dekriminalizován roku 1989 vyjmutím § 129 a 130 z Trestního zákoníku bez vyrovnání legálního věku způsobilosti k pohlavnímu styku. K tomu došlo až v roce 2001 v rámci novelizace z prosince 2000, která zrušila veškerá diskriminační ustanovení týkající se stejnopohlavní sexuální aktivity s účinností od roku 2001.

## Registrované partnerství
V roce 2001 Volný list, jedna ze tří politických stran, zpracovala návrh zákona o registrovaném partnerství. Ten byl následně postoupen parlamentu a dán vládě k vyjádření a následně zamítnut v létě 2003. Nový návrh od Volného listu parlament schválil v poměru hlasů 19:6 dne 24. října 2007. Návrh zákona byl ve vládě prezentován ministryní spravedlností Aurelie Frick v srpnu 2010. Dne 23. listopadu vláda přijala finální verzi. Dne 16. prosince 2010 došlo k jeho prvnímu čtení. K přijetí došlo až při druhém čtení 16. března a publikaci 21. března 2011 a účinnosti nabyl 1. září po vykonání referenda. Organizace Vox Populi oznámila svoji iniciativu k vykonání referenda. Podle lichtenštejnské ústavy musela organizace posbírat během 30 dní nejméně 1000 podpisů. Lichtenštejnské referendum se konalo ve dnech 17.–19. června 2010 s 68,8 % souhlasných hlasů a účinnosti nabylo 1. září 2011.

## Ochrana před diskriminací
Dne 22. února 2005 byl odbor pro rovné příležitosti pověřen zahrnutím diskriminace na základě sexuální orientace do své působnosti.

## Gay život
Gay a lesbická organizace FLay byla založena roku 1998 a organizuje společenské aktivity pro LGBT lidi v trojúhelníkové oblasti mezi Lichtenštejnskem, rakouským Vorarlberskem a švýcarským Porýním.

## Životní podmínky
| Legální stejnopohlavní styk                                                             | (1989)                                            |
| Stejný věk legální způsobilosti k pohlavnímu styku pro obě orientace                    | (2001)                                            |
| Antidiskriminační zákony v zaměstnání                                                   | No                                                |
| Antidiskriminační zákony v přístupu ke zboží a službám                                  | (2016)                                            |
| Trestní zákoník u zločinů v ostatních oblastech (homofobní urážky, zločiny z nenávisti) | (2016)                                            |
| Stejnopohlavní manželství                                                               | No                                                |
| Jiná forma stejnopohlavního soužití                                                     | (2011)                                            |
| Adopce svobodným homosexuálním jedntolivcem                                             | Yes                                               |
| Adopce dítěte partnera                                                                  | No                                                |
| Společná adopce dětí stejnopohlavními páry                                              | No                                                |
| Gayové a lesby smějí otevřeně sloužit v armádě                                          | N/A (Lichtenštejnsko je stát bez ozbrojených sil) |
| Možnost změny pohlaví                                                                   |                                                   |
| Přístup k umělému oplodnění                                                             | No                                                |
| Náhradní mateřství pro gay páry                                                         | No                                                |
| MSM smějí darovat krev                                                                  | No                                                |